# Caesalpinioideae
Caesalpinioideae is een botanische naam, voor een onderfamilie van tweezaadlobbige planten. Een onderfamilie onder deze naam wordt regelmatig erkend door systemen van plantentaxonomie. Deze onderfamilie wordt geplaatst in de familie Leguminosae oftewel Fabaceae).
De omschrijving van de onderfamilie kan wisselen:
- Het kan gaan om dezelfde planten die ook wel behandeld worden als de familie Caesalpiniaceae, onder andere de keuze in het Cronquist-systeem (1981). Deze planten worden als onderfamilie behandeld in het APG-systeem (1998) en het APG II-systeem (2003).
- Een iets kleinere groep, die overblijft als er een of meer onderfamilies afgesplitst gaan worden van de traditionele onderfamilie. Dit wordt al geruime tijd bediscussieerd.

In de traditionele omschrijving gaat het om een vrij forse groep van enkele duizenden soorten, meest houtige planten van lianen tot bomen, die voorkomen in warme tot tropische omstandigheden.